# Franxault
 Franxault  là một xã ở tỉnh Côte-d’Or trong vùng Bourgogne-Franche-Comté, phía đông nước Pháp. Xã Franxault nằm ở khu vực có độ cao trung bình 184 mét trên mực nước biển.